# Dava Newman
Pour les articles homonymes, voir Newman.
Dava Newman est une chercheuse américaine en astronautique née en 1964.
Depuis janvier 2021, elle est directrice du MIT Media Lab. Elle remplace Joichi Ito qui a  démissionné de ses fonctions en septembre 2019 à la suite de l'affaire Epstein. 
Elle est notamment connue pour avoir conçu la combinaison spatiale BioSuit,.